# Hideki Katsura
Hideki Katsura (桂 秀樹, Katsura Hideki) est un footballeur japonais né le 6 mars 1970.